# ラウリ
ラウリ（Nothofagus alpina）とは、ナンキョクブナ科ナンキョクブナ属の落葉性高木の一種である。原産地はチリ中部およびアルゼンチン西部（参照: #分布）で、特徴の一つは14-18対の目立つ葉脈である（参照: #特徴）。木材が得られる（参照: #利用）。

## 分布
アルゼンチンのネウケン州、チリのビオビオ州およびマウレ州に分布する。

## 生態
ラウリは生育地においては一次林や二次林を構成する重要な種であり、攪乱された場所でも良好に生長することが可能である。むしろ、ナンキョクブナ科ナンキョクブナ属の植物の中では最も耐陰性が高いにもかかわらず攪乱された場所や開けた場所を好む（Pollmann (2005)）。また、火山性や砂質の土壌も好む（Echeverría & Lara (2004)）。しばしばレンガ（Nothofagus pumilio）等ほかのナンキョクブナ属植物とともに生えている姿が見られる。

## 特徴
自然状態では樹高25メートル以下の落葉樹であり、樹形は広円錐形となる。樹皮は暗灰色で、年とともにひび割れていく。枝は上向きに開き、若枝は初め緑色、やがて茶変し表面が荒れる。
葉は互生で単葉、セイヨウシデ（Carpinus betulus; カバノキ科）と紛らわしく、長楕円形、長さ10センチメートル、幅4センチメートル未満、表は深緑から青銅色、裏は白っぽく、中央脈と葉脈とに少量の毛が生えている。葉脈は平行に14-18対見られ、ここからほかのナンキョクブナ属植物と区別することが可能である。葉縁には細かい鋸歯がある。秋になると黄変する。
花は非常に小さく緑色を帯び、晩春に葉腋に雄花が1個、雌花が3個ずつ開く。
果実は葉の基部につき、殻斗果で長さ1センチメートル未満、剛毛を帯び殻が4つに割れ、小さな堅果3個を含む。熟すと深緑色から茶色に変化する。
耐凍性を有する。

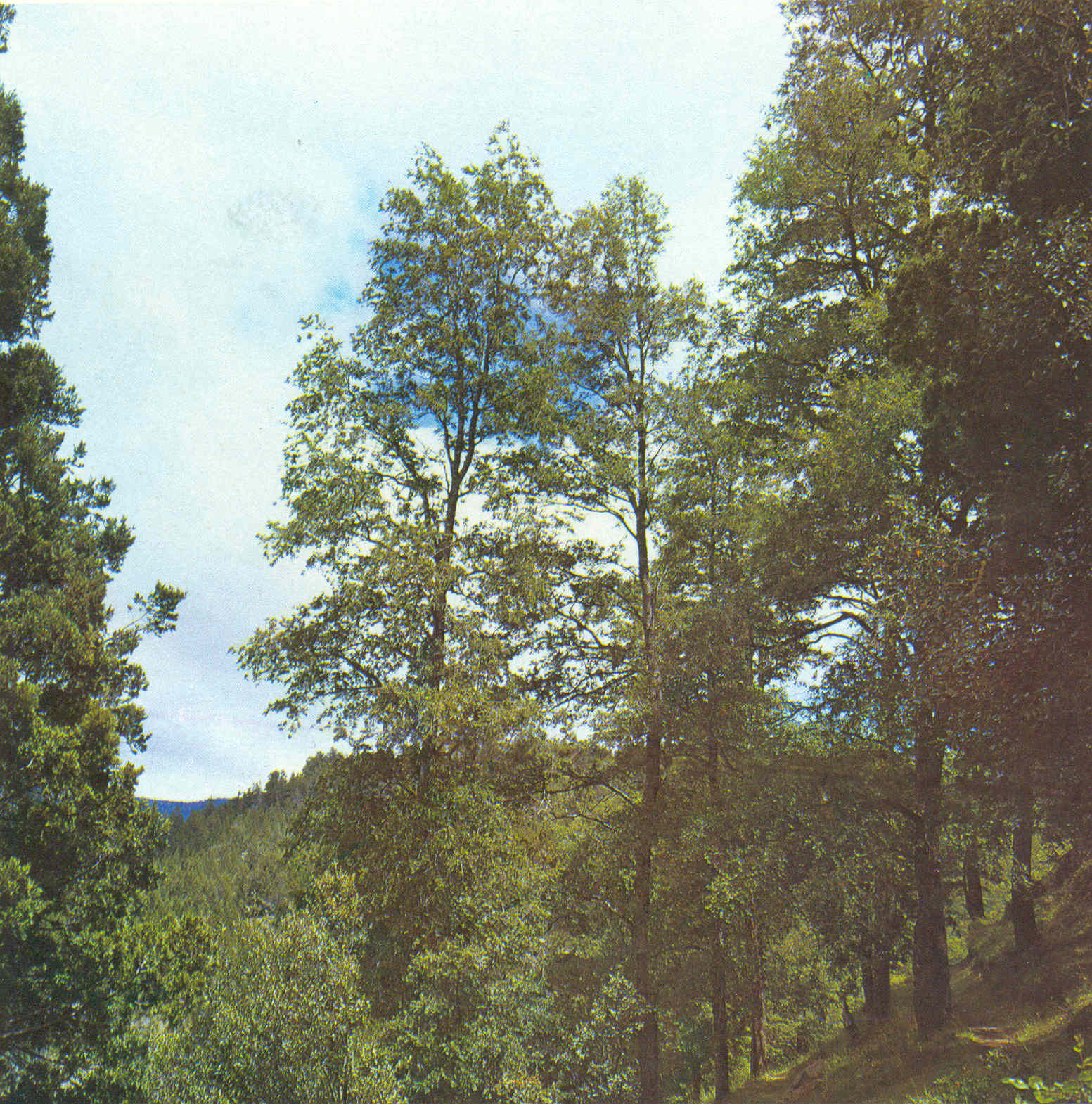
全体。
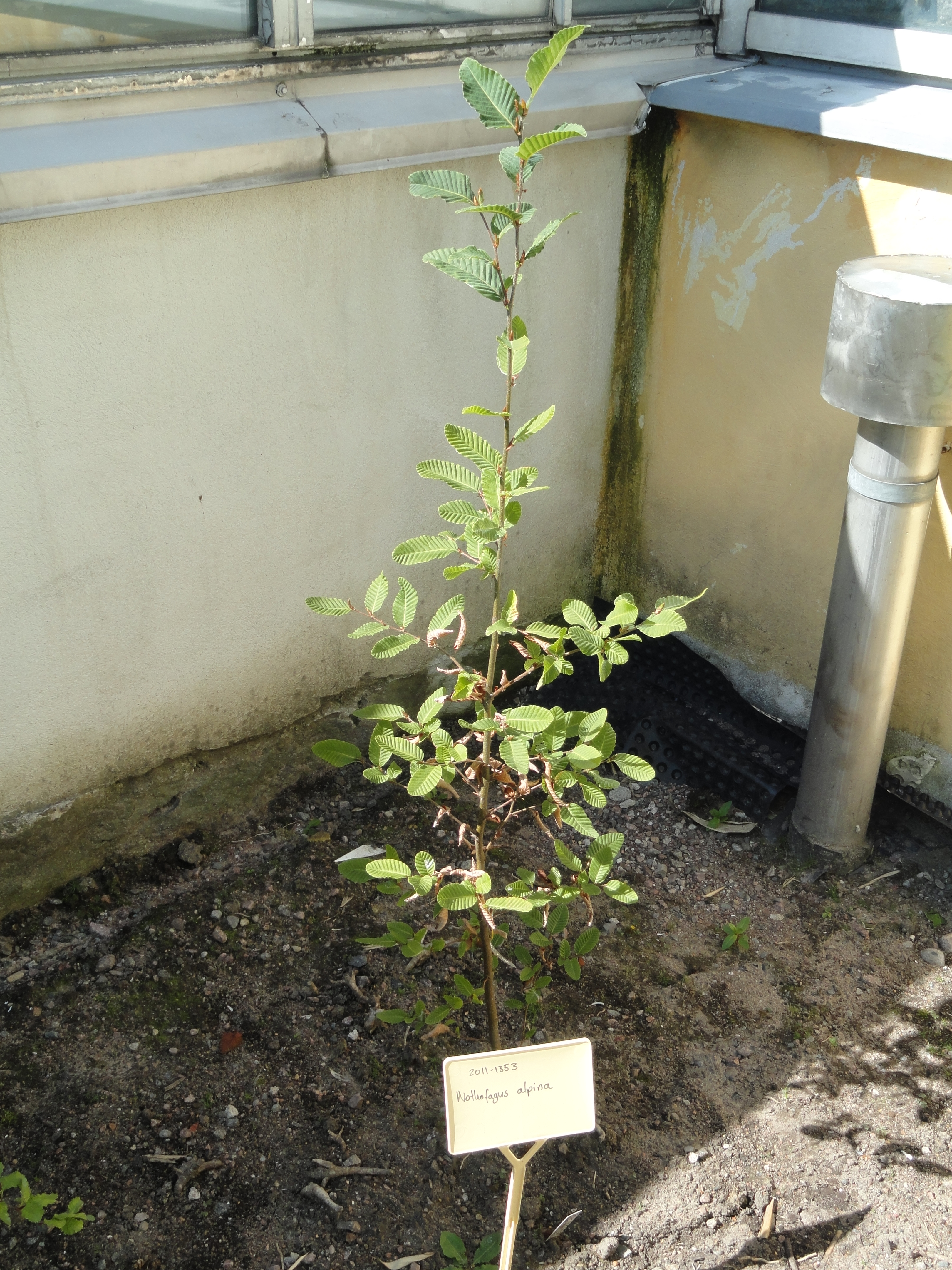
フィンランドのヘルシンキ大学植物園（英語版）における標本（若木）。
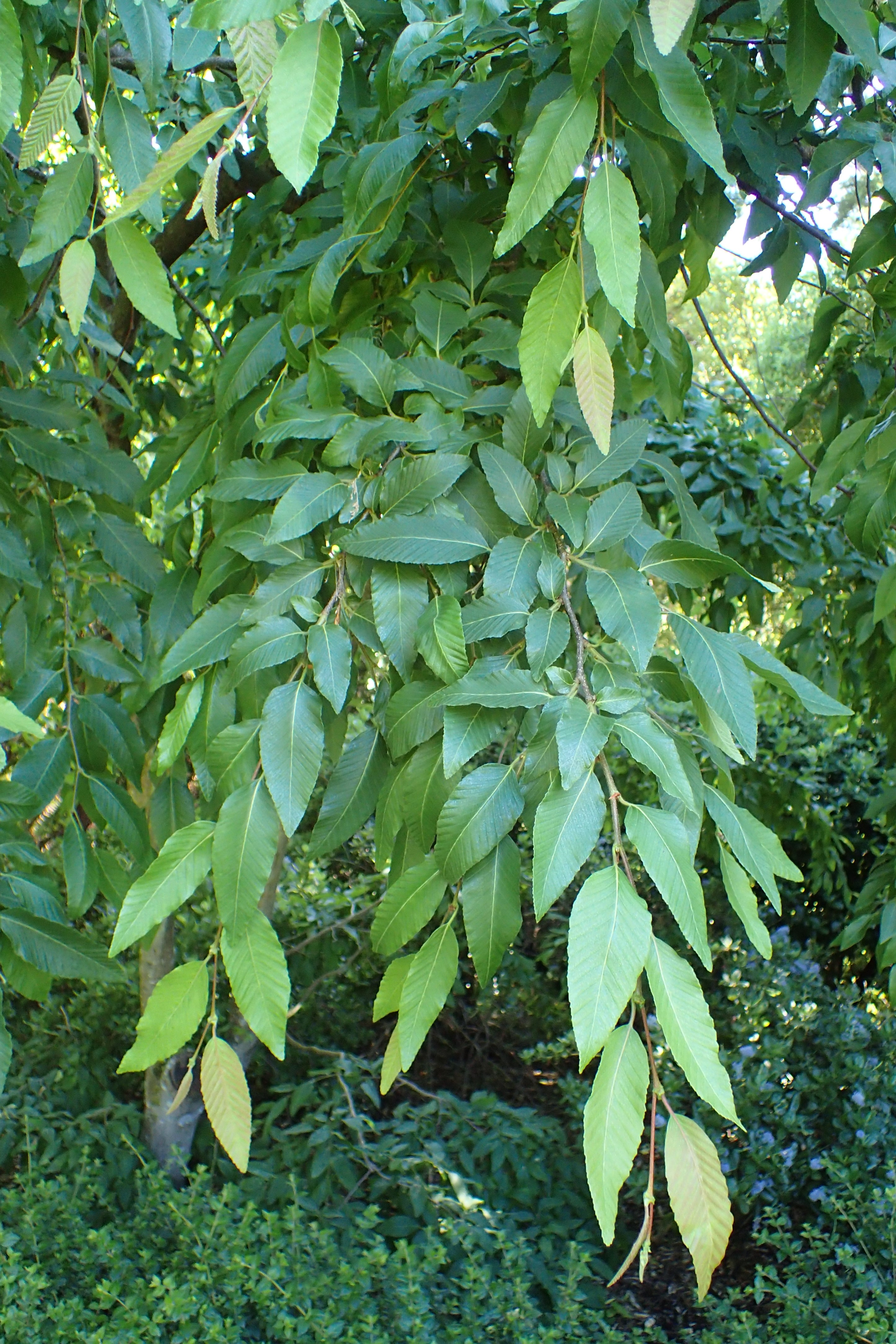
葉序は互生である。ニュージーランドのダニーデン植物園（英語版）に植栽されたもの。
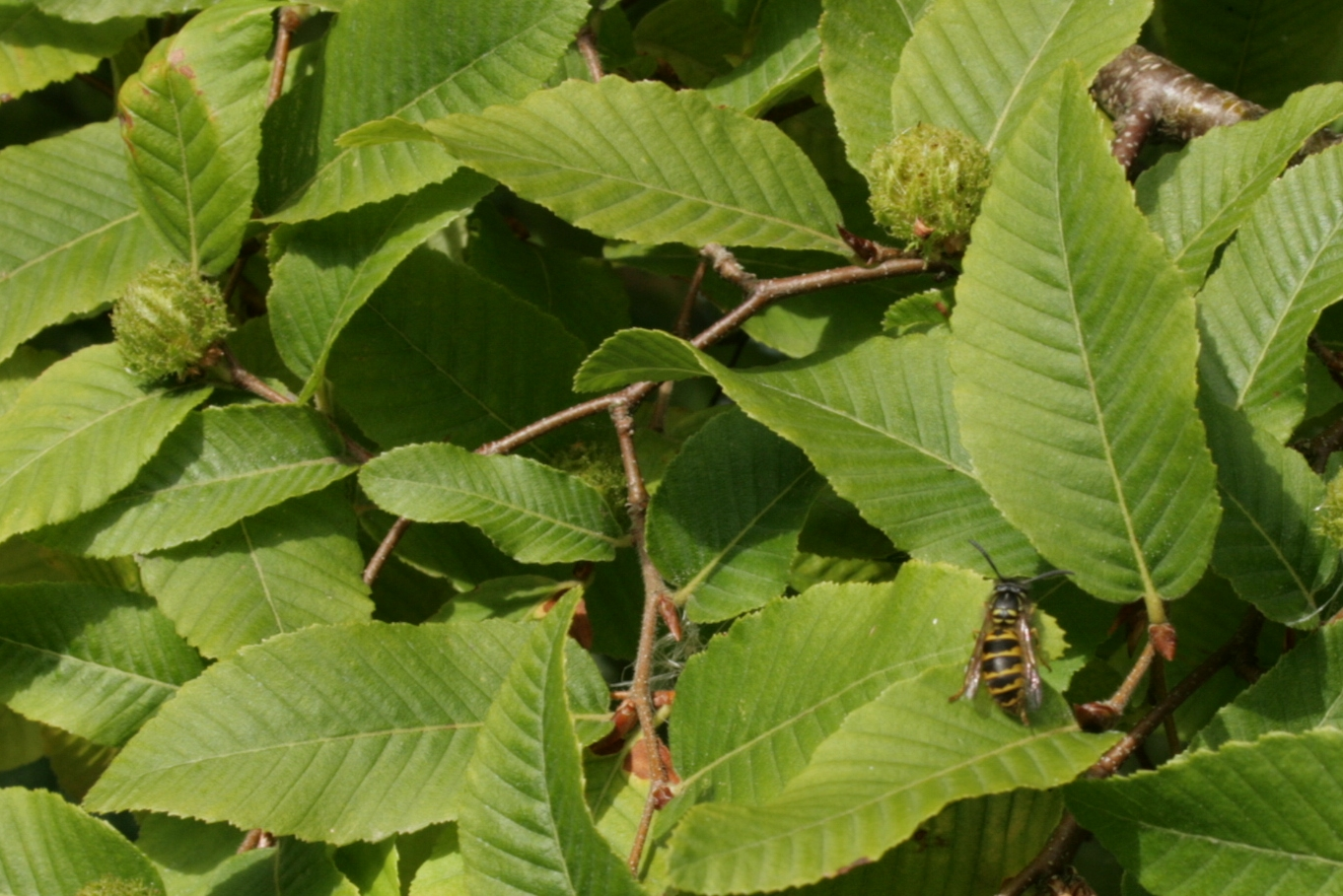
葉。14-18対の葉脈が際立つ。
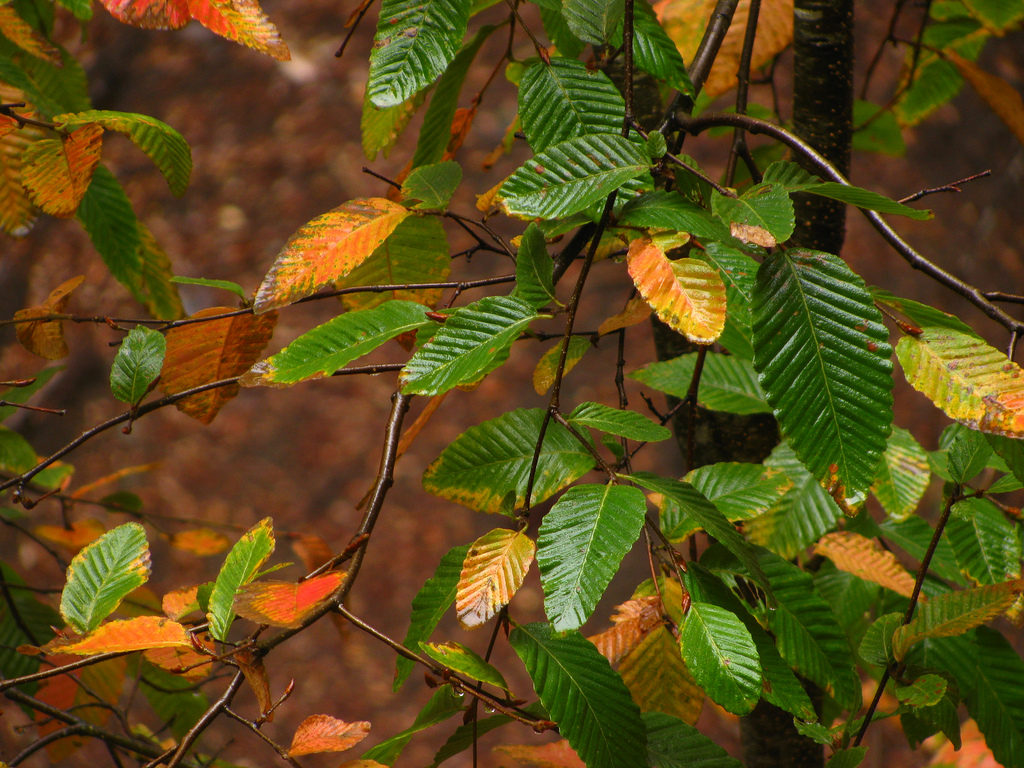
一部が黄変した葉。2009年5月3日、チリのロス・リオス州にて。
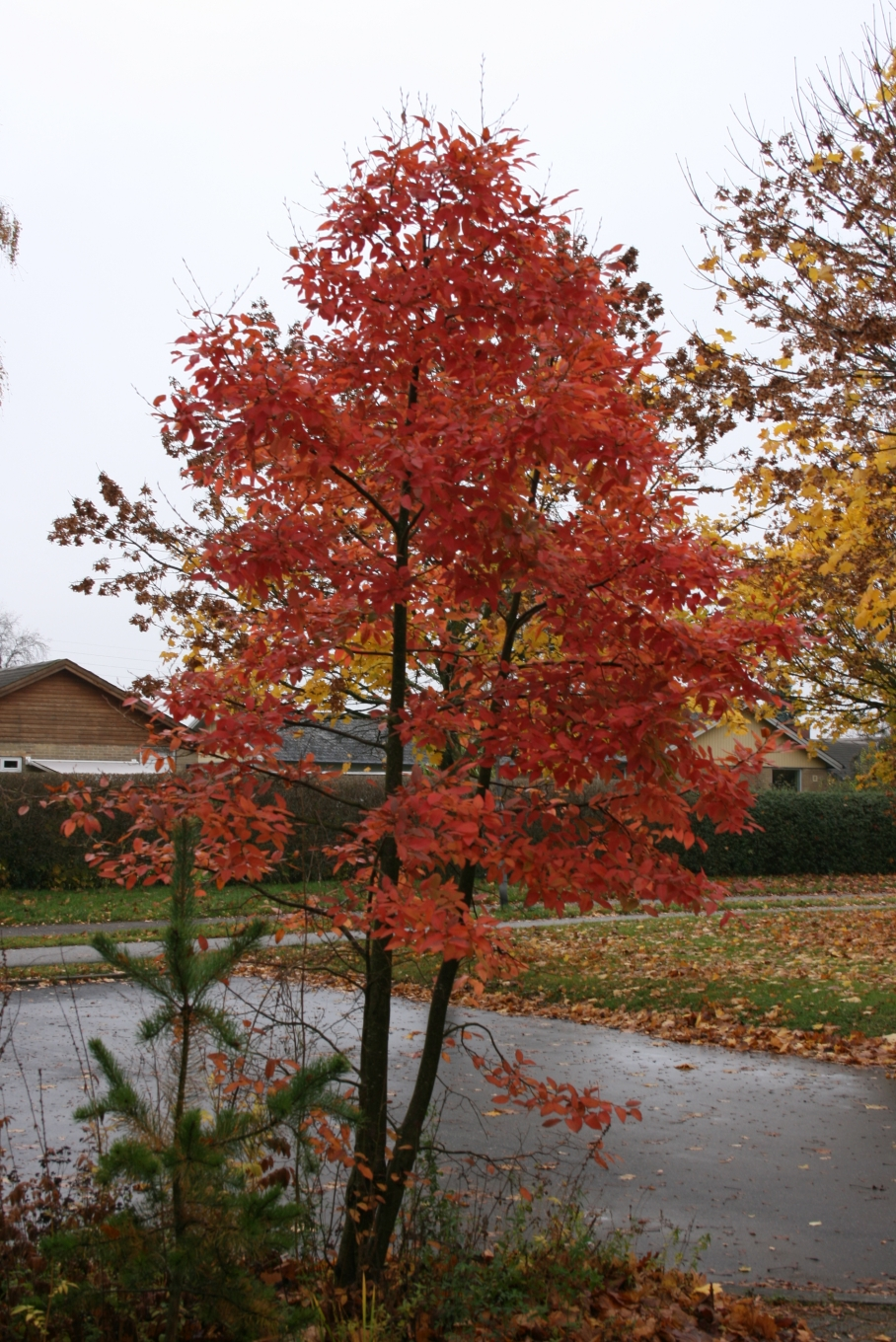
秋期のラウリ。デンマークの Malling に植栽されたもの。
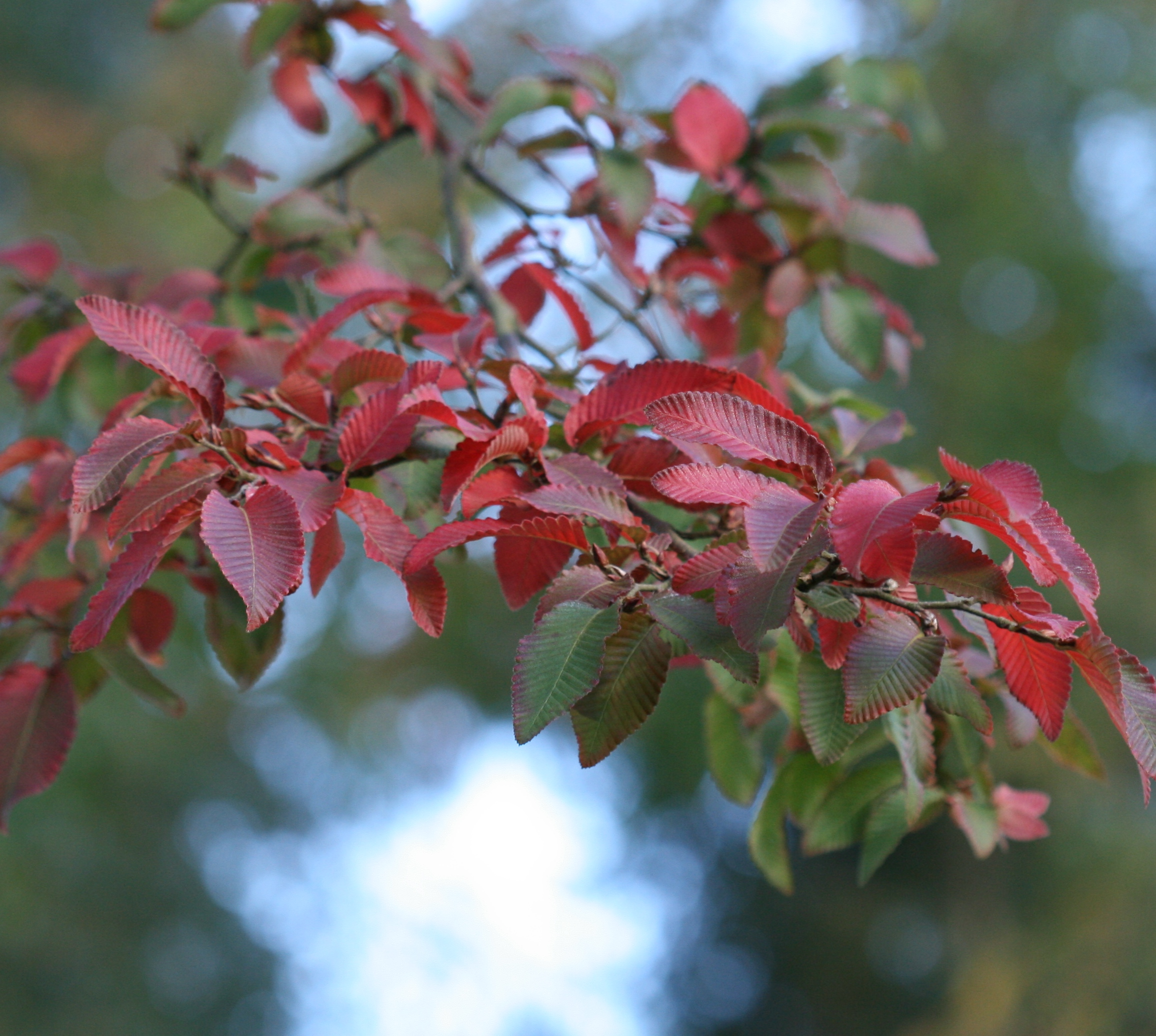
秋になると葉の色が変化する。スコットランドのイースト・ロージアンに植栽されたもの。
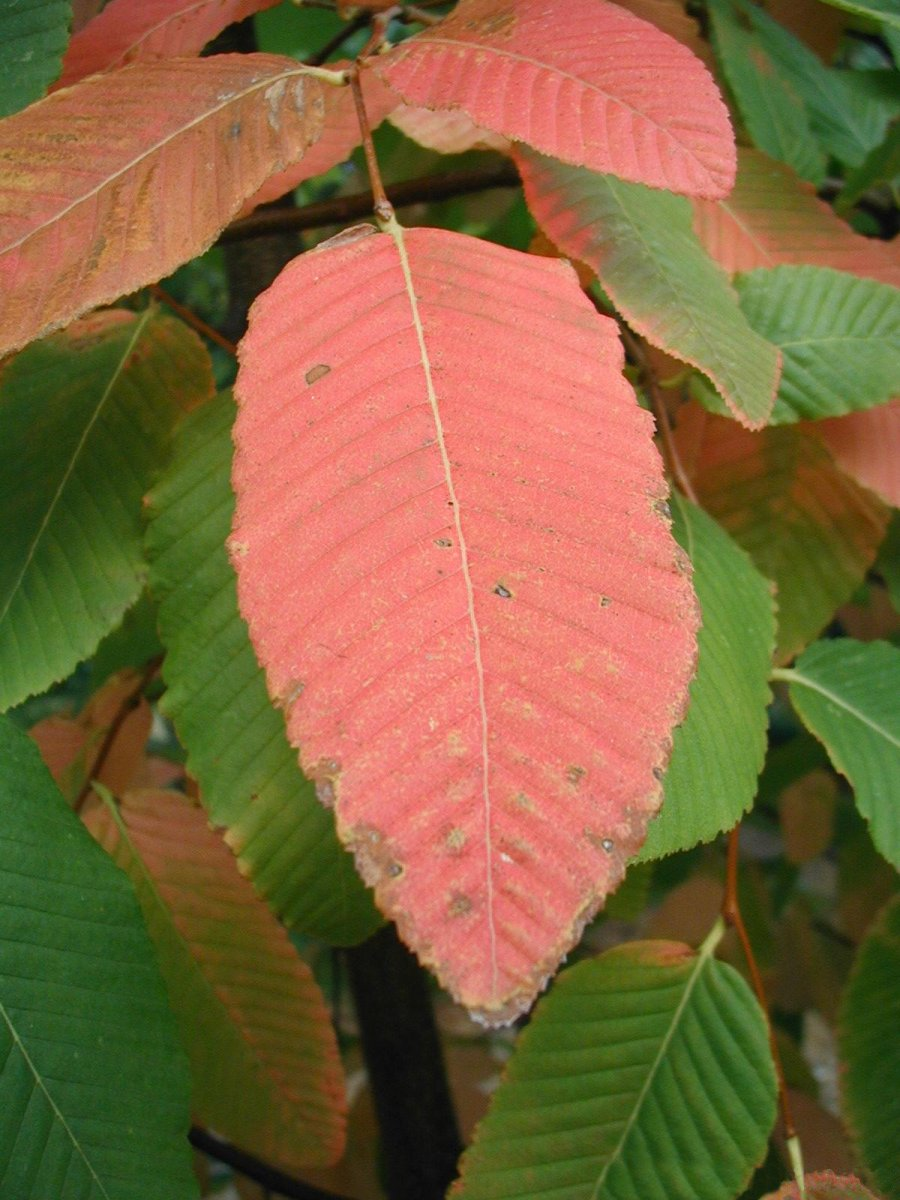
秋になり色が変わった葉。
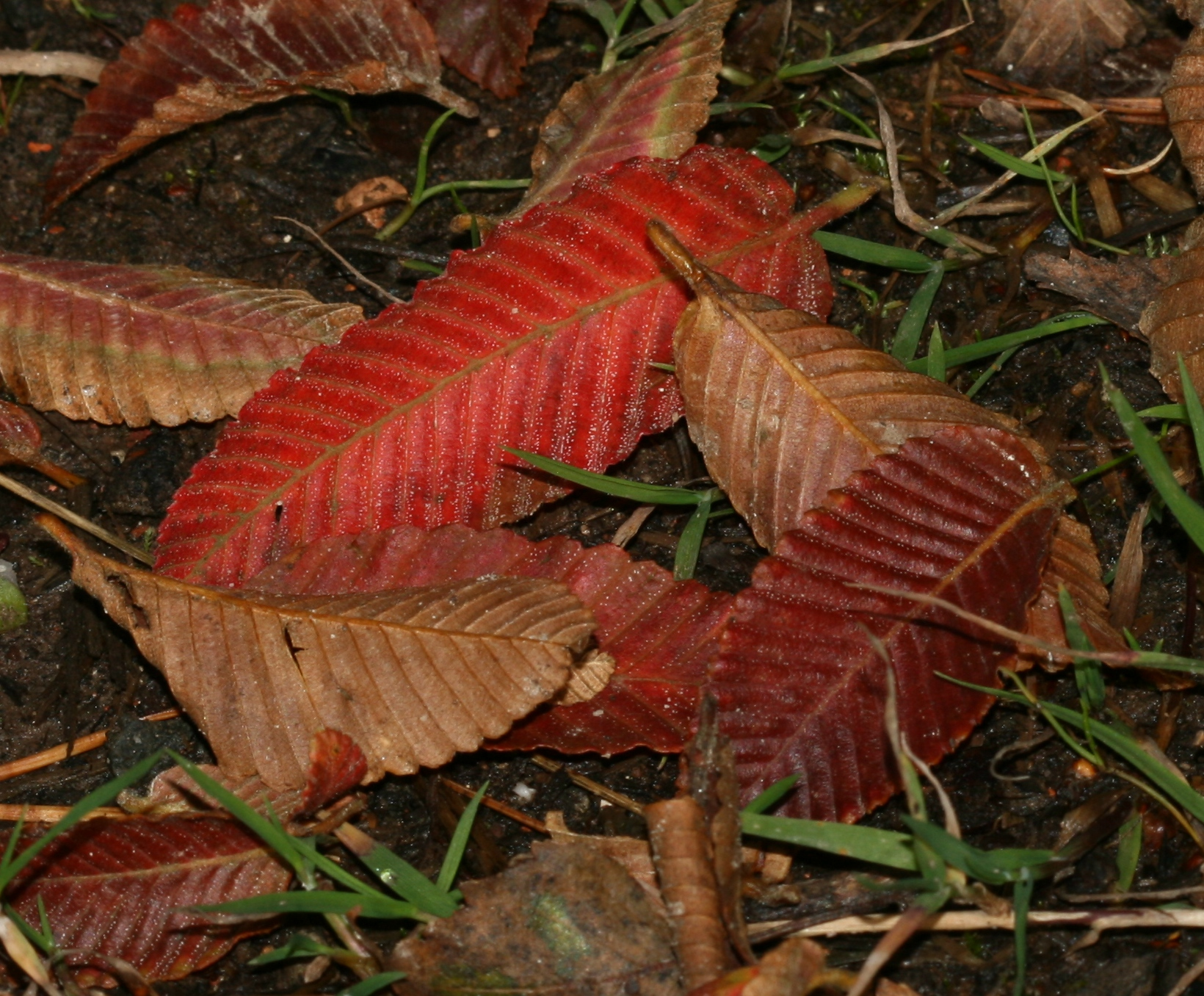
落ちた葉。イースト・ロージアンにて。
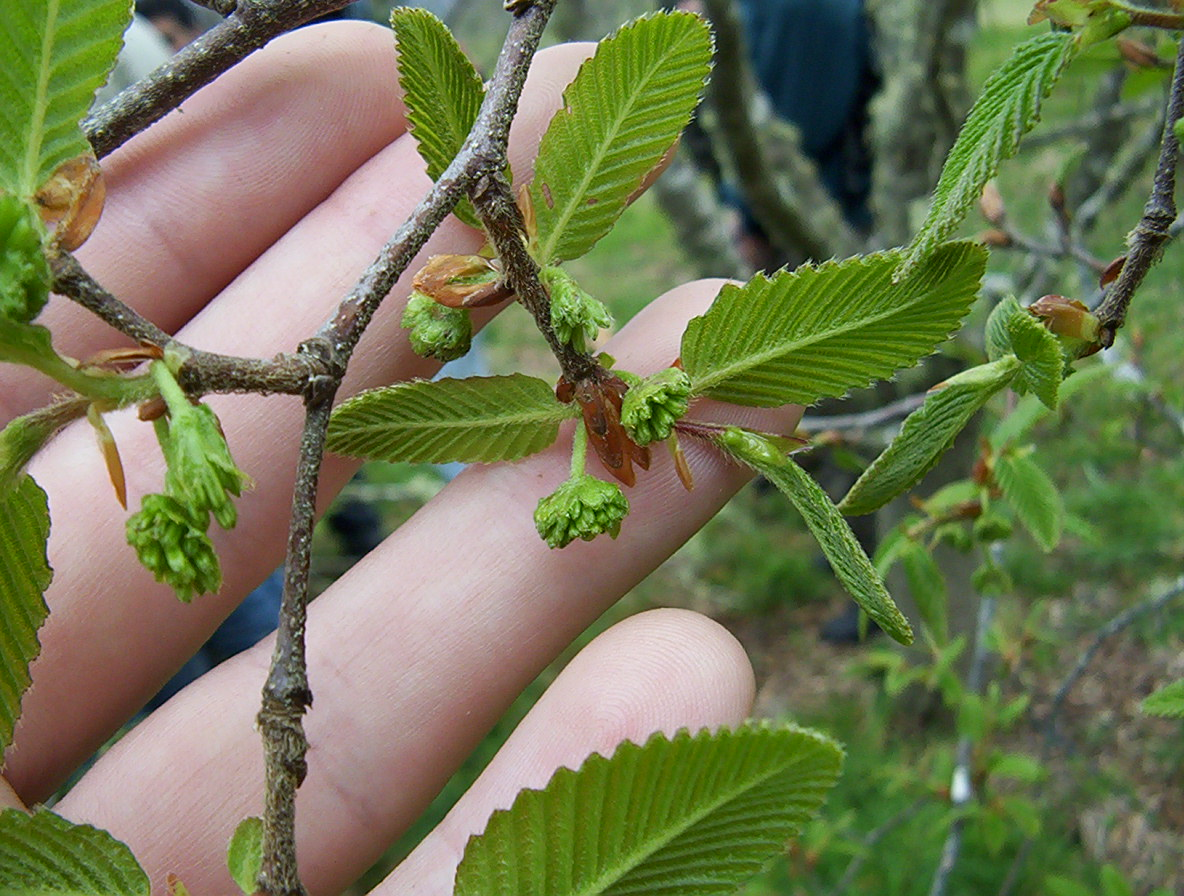
雄花。チリのバルディビア県（英語版）にて。
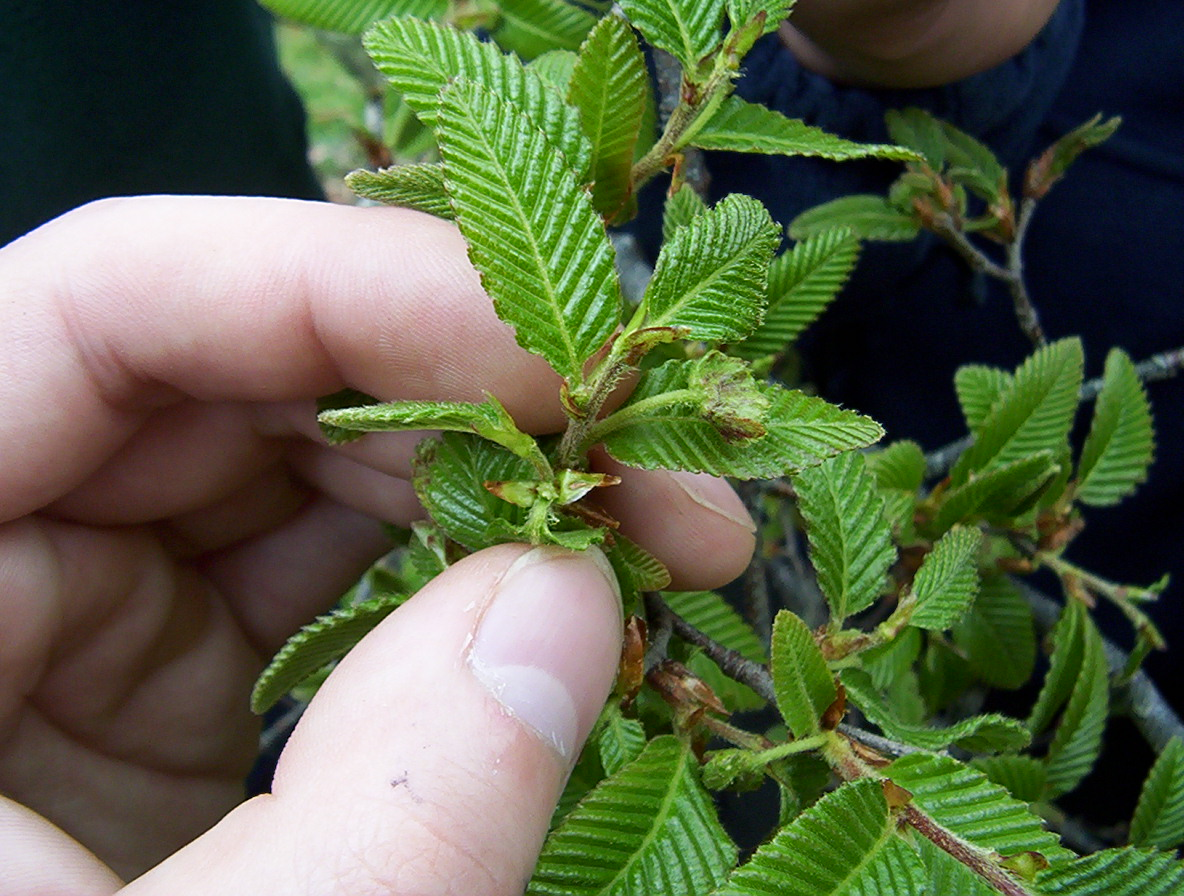
雌花。チリのバルディビア県にて。
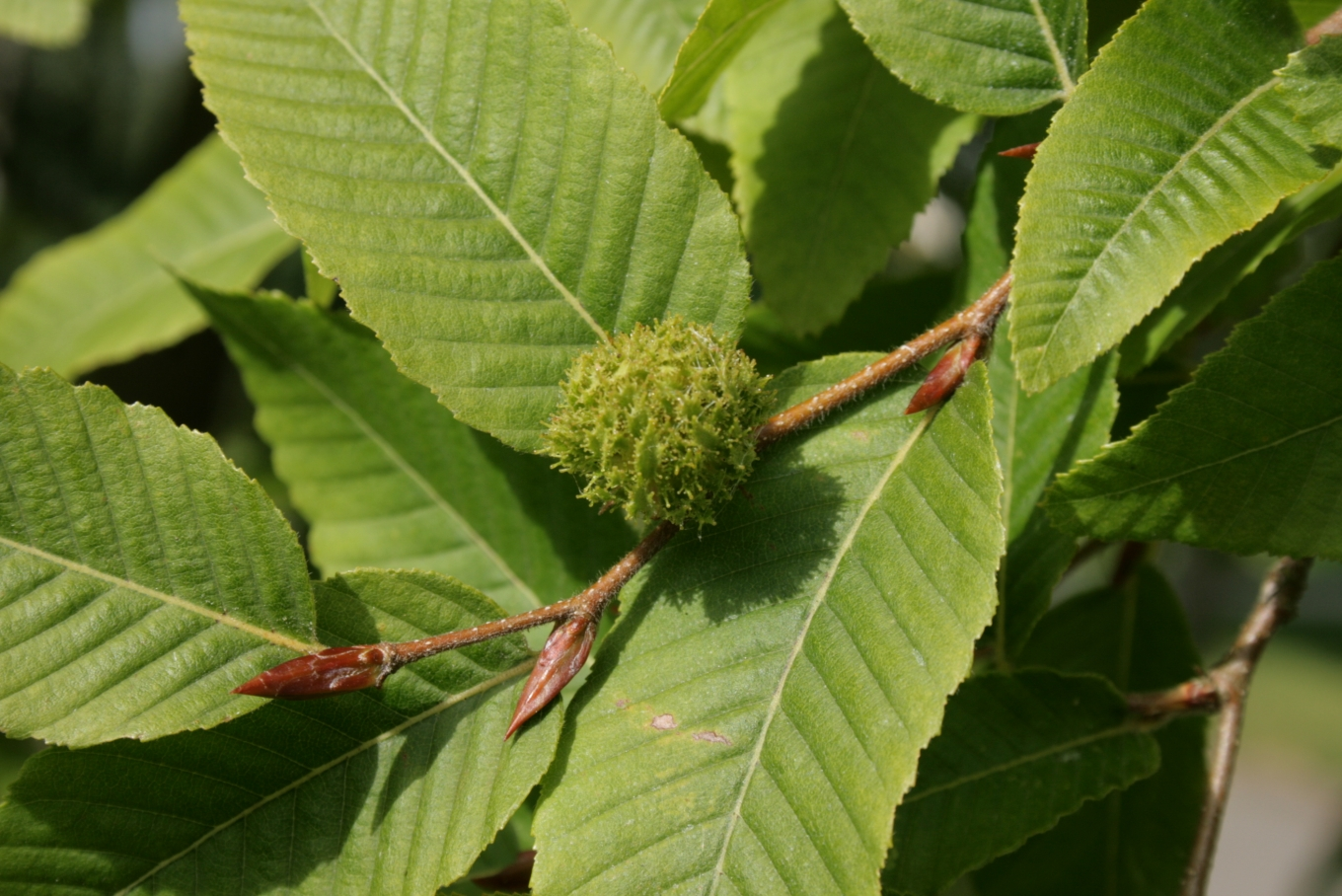
熟していない殻斗果。
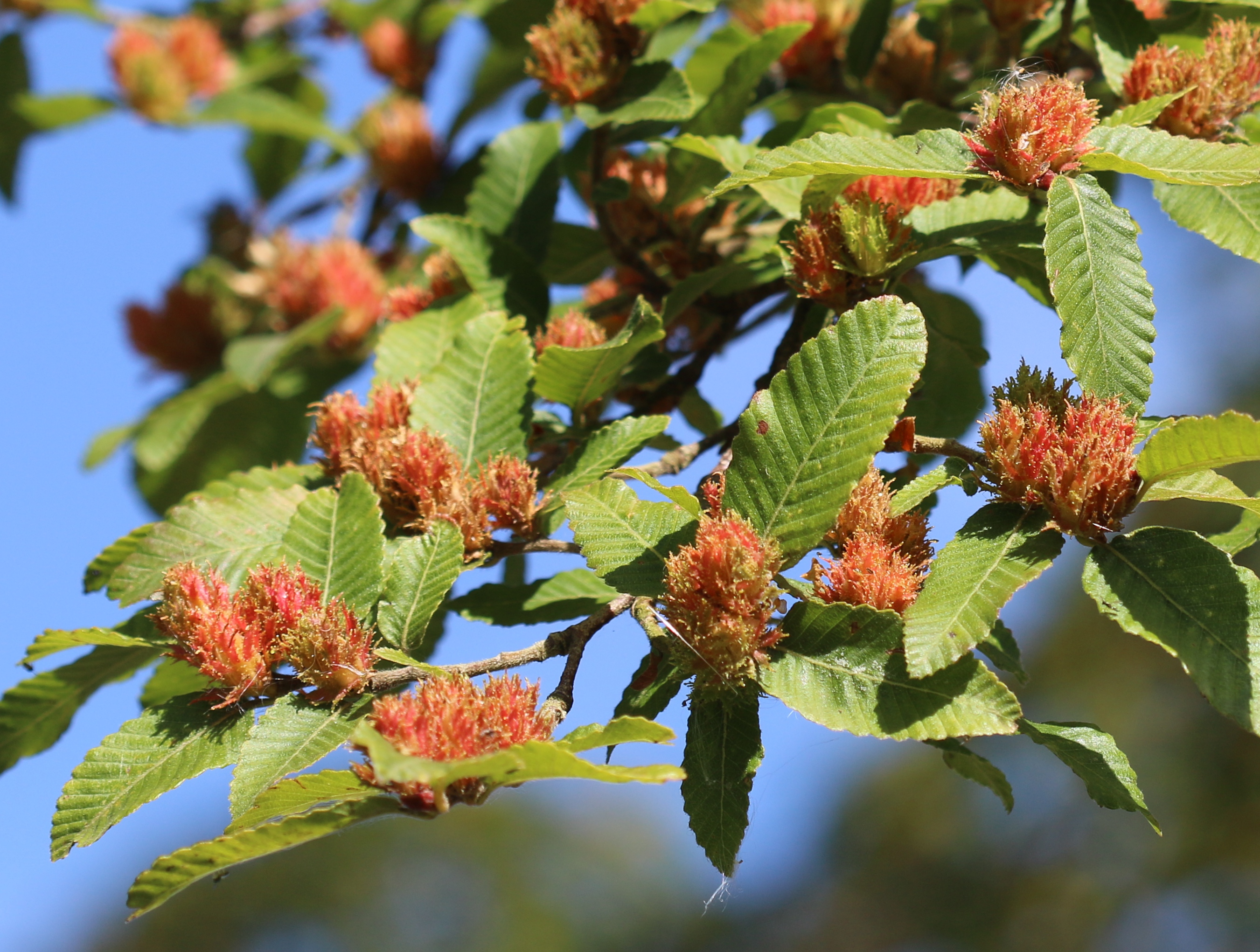
殻斗果。
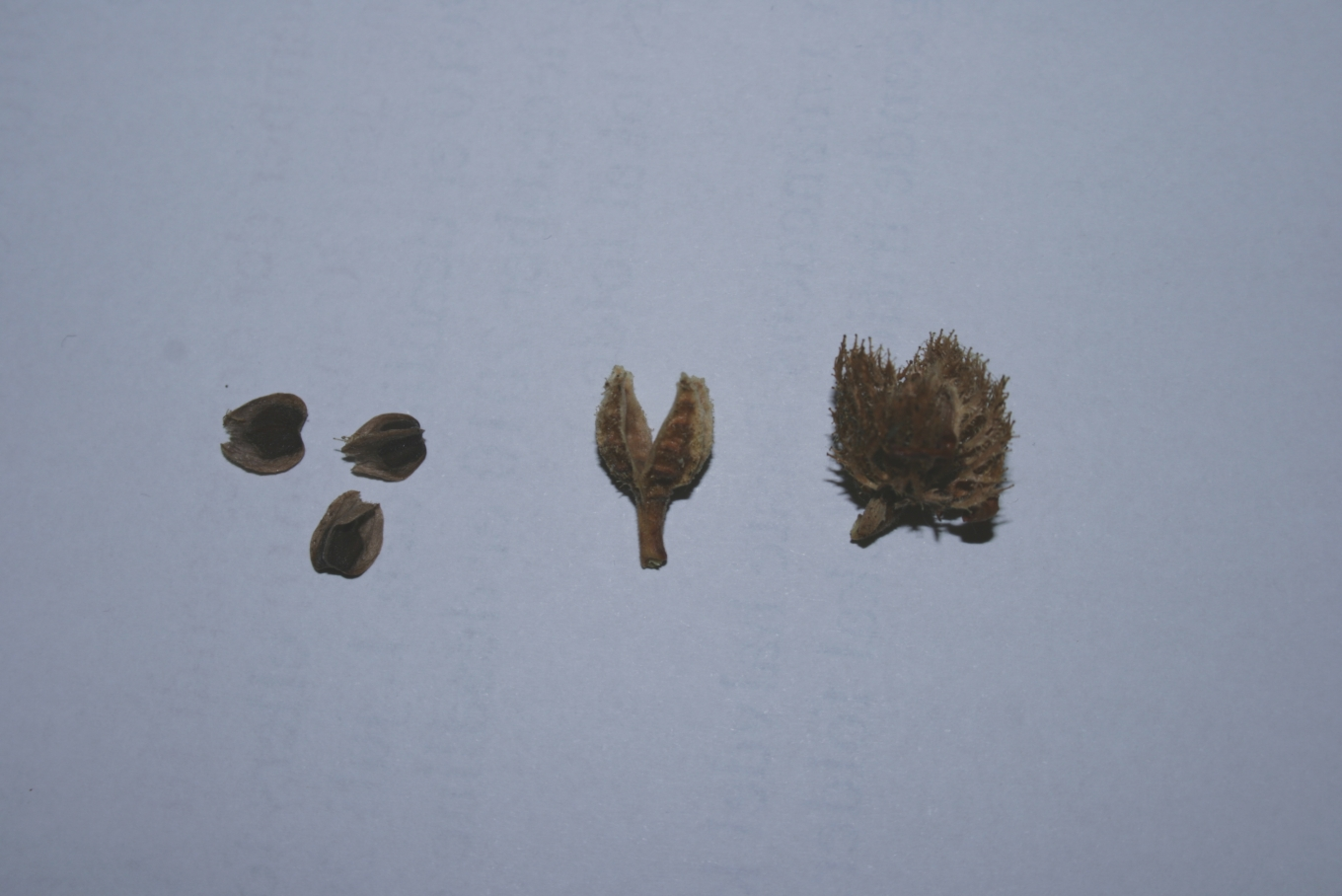
殻斗果および種子。

## 利用
優れた木材が得られ、2012年までの時点で既に北半球の植林地に植えられている。

## 保全状況
LEAST CONCERN (IUCN Red List Ver. 3.1 (2001))
木材として利用されていることでラウリが減少に陥るリスクがあり、また森林が切り拓かれて土地が農地や外来種のプランテーションに転換され、生育地が失われるという脅威も存在する。しかし、2017年に発表されたIUCNレッドリストにおいては持続可能な利用法が研究されるべきとされつつも低危険種（Least Concern）という評価に落ち着いている。
ラウリは30を超える生育域外の標本が確認されている。

## 諸言語における呼称
英語:
- 英語: rauli sothern beech[5]

チリおよびアルゼンチン:
- スペイン語: raulí[1][6]
- マプチェ語: rwili、rewli[6]

## 関連文献
英語:
- Echeverría, Cristian; Lara, Antonio (2004). “Growth patterns of secondary Nothofagus obliqua–N. alpina forests in southern Chile”. Forest Ecology and Management 195:  29–43.
- Pollmann, W (2005). “A long-term record of Nothofagus dominance in the southern Andes, Chile”. Austeal Ecology 30:  91–102.